# Joachim Fest
Joachim Fest (Berlín, 8 de diciembre de 1926 - Kronberg del Taunus, 11 de septiembre de 2006) fue un periodista e historiador alemán, crítico y editor, muy conocido por sus escritos y discursos sobre la Alemania nazi, incluyendo una importante biografía de Adolf Hitler y otros varios libros sobre Albert Speer y la resistencia alemana al nazismo. Fue una figura determinante en el debate sobre el periodo nazi entre los historiadores alemanes. Hombre próximo a la derecha más conservadora, estuvo afiliado a la CDU, de la que fue expulsado.

## Primeros años
El padre de Joachim Fest fue una persona conservadora, católica y profesor de fuertes convicciones antinazis. Cuando los nazis llegaron al poder en 1933, el padre de Fest perdió el puesto de trabajo.
En 1936, cuando Fest alcanzó los diez años, sus padres decidieron no alistarlo a las juventudes hitlerianas, una acción que podría haberles acarreado serias consecuencias, a pesar de que el estar afiliado no se volvió obligatorio hasta 1939.
El hecho de que su padre, un alemán corriente, entendiera la naturaleza del régimen nazi y se resistiera a él, marcó la opinión de Fest sobre sus compatriotas el resto de su vida. Él nunca aceptó que los alemanes no supieran lo que Hitler estaba haciendo o que ellos no pudieran haber opuesto resistencia al régimen nazi.
A la edad de 18 años, en diciembre de 1944, Fest se alistó en el ejército alemán, sobre todo para no ser reclutado en las Waffen SS. Su carrera militar en la Segunda Guerra Mundial fue breve y finalizó como prisionero de guerra en Francia.
Finalizada la guerra estudió leyes, historia, literatura alemana e historia del arte en Friburgo de Brisgovia, Fráncfort del Meno y Berlín.

## Periodista y crítico
Una vez graduado empezó a trabajar en la emisora de rádio RIAS (Radio In the American Sector), donde desde 1954 hasta 1961 fue redactor de historia contemporánea. Durante este periodo realizó programas sobre personalidades históricas con gran influencia en Alemania, desde Bismarck hasta la Segunda Guerra Mundial, incluyendo personalidades del régimen nazi como Heinrich Himmler y Joseph Goebbels. Estos trabajos fueron más tarde publicados en su primer libro La cara del tercer Reich: retratos de los líderes nazis. En 1961 Fest fue el redactor jefe de la Radiotelevisión de Alemania del Norte, Norddeutscher Rundfunk (NDR), donde también fue responsable de la revista política Monitor. Renunció al puesto por desacuerdos con personas de ideología de izquierdas que, eventualmente, llegaron a dominar la revista. Fue coeditor del diario Frankfurter Allgemeine Zeitung (FAZ) entre 1973 y 1993.

## Historiador de la Alemania nazi
Hitler - Una biografía fue la obra que le lanzó a la fama como historiador. La siguiente más difundida y que fue llevada al cine con el título de Der Untergang en 2004, fue El hundimiento - Hitler y el final del Tercer Reich. En dichas obras estudió el nacionalsocialismo y sostuvo la tesis, minoritaria, de que el ascenso al poder del partido nazi estuvo determinado más por la personalidad de Adolf Hitler que por las circunstancias económicas y sociales de la Alemania de entreguerras.
Fue amigo personal del líder nazi Albert Speer, de quien escribió una biografía muy criticada, entre otros, por el investigador del Holocausto Götz Aly, por contener, a su juicio, «mentiras, medias verdades e incertezas». Por su parte, Wolfgang Benz, director del Centro de Antisemitismo en Berlín, consideró que la obra de Fest contribuyó a encumbrar a Speer. Al aparecer documentos posteriores que vinculaban a Speer con el Holocausto, Fest se vio obligado a corregir su obra, pero eso no disipó las dudas entre muchos de sus críticos. Además, su apoyo a Speer le llevó a perder la amistad que mantenía desde la infancia con el crítico literario Marcel Reich-Ranicki, judío que perdió a buena parte de su familia en la guerra. La controversia se acentuó al permitir que el revisionista Ernst Nolte publicase en el Frankfurter Allgemeine Zeitung una visión conveniente del Holocausto en el contexto de la Segunda Guerra Mundial, justificándolo como una revancha por la revolución rusa de 1917. Esta amistad con Albert Speer le permitió conseguir información y materiales inéditos, plasmados en su obra Die unbeantwortbaren Fragen - Notizen über Gespräche mit Albert Speer zwischen Ende 1966 und 1981, que ha sido traducida al español por Marc Jiménez Buzzi como "Conversaciones con Albert Speer".
Su última obra fue Ich nicht - Erinnerungen an eine Kindheit und Jugend, una autobiografía en la que se enfrenta, implícitamente, a Günter Grass tras confesar éste en Beim Häuten der Zwiebel vinculaciones al nazismo en su temprana juventud.

## Premios
Entre los premios que recibió figuran:
- Henri Nannen (2006)
- Premio Ludwig Boerne (1996)
- Premio Thomas Mann (1981)

## Obra en español
- Fest, Joachim (2008). Conversaciones con Albert Speer. Ediciones Destino. ISBN 978-84-233-4025-5.
- Fest, Joachim (2007). Yo no - El rechazo del nazismo como actitud moral. Taurus Ediciones. ISBN 978-84-306-0643-6.
- Fest, Joachim (2013). El hundimiento: Hitler y el final del Tercer Reich; un bosquejo histórico. Galaxia Gutenberg. ISBN 978-84-15472-14-8. OCLC 855544950.

- Fest, Joachim (2005). Hitler. Editorial Planeta. ISBN 978-84-08-05792-5.

- Fest, Joachim (1997). A contraluz - Viaje por Italia. Círculo de Lectores. ISBN 978-84-226-6290-7.